# Fabrica de sticlă din Ciobănuș

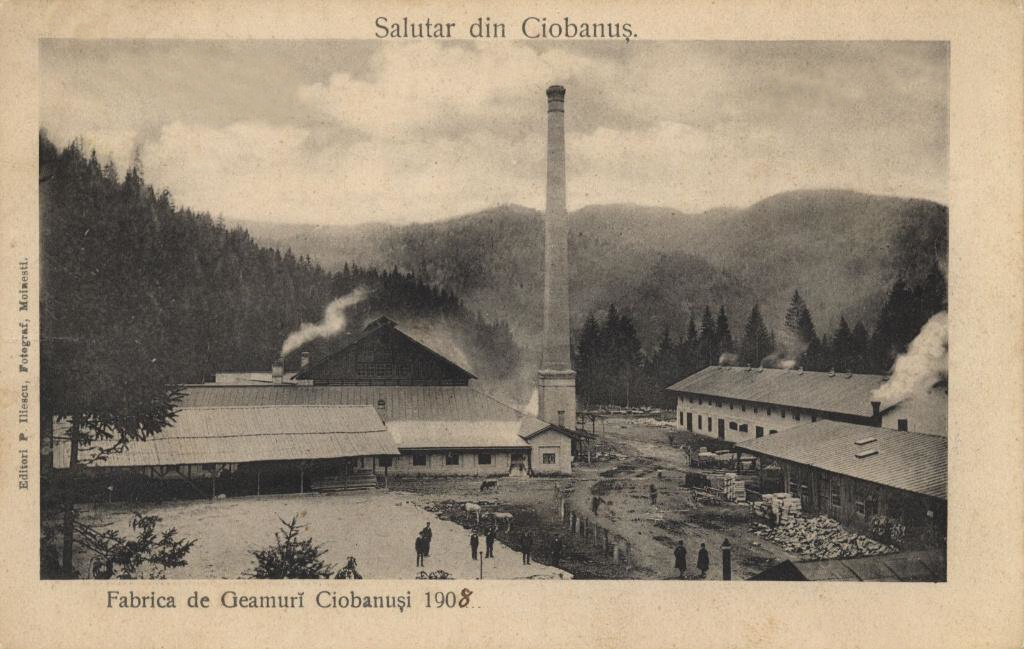
Fabrica în anul 1908

Fabrica de sticlă din Ciobănuș a fost o întreprindere de producere a sticlei din localitatea Ciobănuș din județul Bacău.

## Istoric
La începutul secolului al XIX-lea evreul supus austriac David Leiba din satul Comănești din ținutul Bacăului a construit o fabrică de sticlă în zonă cu banii a 13 creditori. Finanțarea construcției este un exemplu de întrebuințare, inițial sporadică, a capitalului cămătăresc în scopuri productive. Însă, „din întâmplările vremilor și după dovedite păgubitori ce au suferit au căzut în cea mai ticăloasă stare”, lucru care a silit intervenția în aprilie 1819 a domnului Scarlat Callimachi în acordarea „vadre trii-patru luni de zile” pentru a își putea comercializa marfa, în scopul plătirii creditorilor. Leiba, ca breslaș, a primit pașaport alături de alți breslași din partea maimarbașei lui Ioan Caragea, pentru a putea călători liber.

### Reînființarea și falimentul

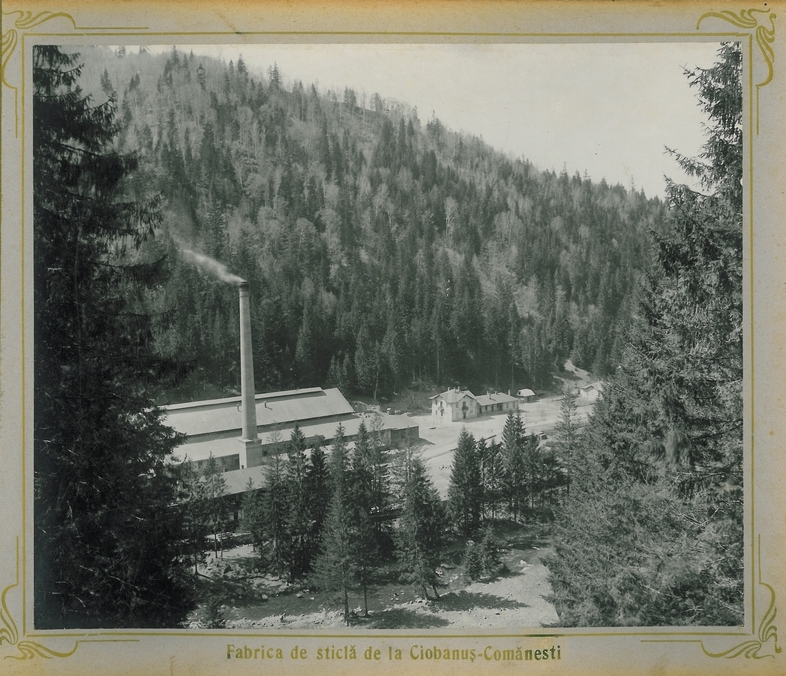
Vedere de ansamblu

Despre evenimentul înființării unei societăți în comandită pe moșia Ciobănuși din județul Bacău, specializată în fabricarea geamurilor și altor derivate, s-a anunțat din anul 1899.
În septembrie 1900, Willian Asbury Bailey, comerciant de recipiente din Londra, a înființat The Anglo-Roumanian Glass Company Limited în Londra, prin care a creat societatea românească în comandită simplă Bailey et. Comp. din satul Ciobănuși, comuna Agăș, pe proprietatea moșierului C. G. Vernescu, pentru fabricarea, cumpărarea și vânzarea de geamuri, sticlărie și altele, cu un capital social de 26 000 lire sterline (650 000 lei). A fost pusă sub direcțiunea lui Is. A. Ellenbogen, proprietar asociat al fabricii de sticlă din Heci. Fabrica din Ciobănuș a fost menționată ca fiind prima fabrică de geamuri din România.
În anul 1901 fabrica nu și-a început producția din cauza proceselor cu proprietarii locului unde era instalată, dar și din cauza creșterii continue a prețului sticlei în România.
În 1902, Înalta Curte de Casație și Justiție a respins recursul lui Nicolae Ghica-Comănești contra unei decizii a Curții de Apel din Iași, prin care i s-a respins cererea de anulare a actului prin care Vernescu, proprietarul moșiei Ciobănuș, a cedat lui Cohen și Ellenbogen 5 hectare de pământ pentru instalarea unei fabrici de sticlă, urmând a termina construcțiile în anul 1903 și avându-l ca director pe Bertie Maw, sub care a început producția de geamuri.
Fabricile Ciobănuș și Solonț au fost menționate în 1901 a produce sticlă geamuri de calitate joasă, cu o capacitate anuală de 150 000 metri pătrați, ce nu putea concura cu sticlăria germană sau belgiană. În privința exportului, atât prețul final al produselor cât și costurile asociate forței de muncă erau cu 30 % mai mari decât în străinătate. Muncitorii fabricilor erau aproape în totalitate supuși austrieci, dar existau și câțiva din Bucovina, Galiția și Boemia.
În contextul Răscoalei agrare de la 1907, fabrica a ars iar directorul tehnic, Iosif Pink a murit asfixiat în februarie 1907 de la un gazometru lăsat deschis, fiind înlocuit tot de Maw, împreună cu un ajutor englez. După o altă sursă, incendiul, petrecut în mai 1907, a fost pus pe seama angajaților, care au scos cenușa cu cărbuni din cuptoare și au depozitat-o lângă paiele ce serveau la împachetat sticla, acestea aprinzându-se. Pagubele au fost estimate la suma de 300 000 lei, fabrica fiind asigurată de o companie importantă din Anglia.
La începutul anului 1909, fabrica de sticlă geamuri a Bailey & Co. din Ciobănuș a intrat în insolvență, fiind transformată într-o fabrică de sticlă recipiente. Motivul cunoscut al insolvenței a fost incapacitatea de a concura cu produsele de import austriece și maghiare de calitate superioară. În august 1915, Willian Asbury Bailey și Bertie Maw, fost director al societății Bailey et. Comp. din Agăș, și stabilit în comuna Lucăcești, Bacău, au fost acționați în judecată pentru delicte de bancrută simplă și frauduloasă, privind nereguli în procedura de faliment a societății și a soțului cu răspundere limitată, în persoana lui Willian Asbury Bailey, fiind condamnați la un an și respectiv doi ani de închisoare corecțională de Tribunalul Bacău.